# Vasile Aftenie
Vasile Aftenie (14. června 1899, Valea Lungă – 10. května 1950, Bukurešť) byl rumunský řeckokatolický duchovní, pomocný biskup z Făgăraș a Alba Iulia a titulární biskup z Ulpiana. Katolická církev jej uctívá jako blahoslaveného mučedníka.

## Život
Narodil se dne 14. května 1899 v obci Valea Lungă. Zde také absolvoval základní studium, střední školu absolvoval v Blaji. Roku 1925 získal v Římě doktorát z filozofie a teologie.
Dne 1. ledna 1926 byl biskupem Vasile Suciu vysvěcen na kněze pro archieparchii Făgăraş a Alba Iulia. Tentýž rok začal vyučovat na teologické akademii v Blaji. Později se stal protopopem a kanovníkem metropolitní kapituly.
Dne 12. dubna 1940 jej papež Pius XII. jmenoval pomocným biskupem v archieparchie Făgăraș a Alba Iulia a zároveň titulárním biskupem diecéze Ulpiana (sídlo titulární diecéze v zaniklém městě Ulpiana). Biskupské svěcení přijal dne 5. června 1940 v katedrále Nejsvětější Trojice v Blaji od biskupa Alexandru Nicolescu. Spolusvětitely byli biskupové bl. Alexandru Rusu a bl. Ioan Bălan. Dne 15. června 1941 se po smrti biskupa Vasile Suciu stal dočasným administrátorem archieparchie Făgăraș a Alba Iulia. Úřad zastával několik dní, do jmenování apoštolského administrátora.
V říjnu 1948 byl poté, co komunistická vláda zrušila rumunskou řeckokatolickou církev zatčen a spolu s ostatními duchovními, kteří odmítli přestoupit do rumunské pravoslavné církve, ovládané státní mocí nucen žít v internaci (nucených pobytech).
Zemřel v Bukurešti dne 10. května 1950. Pohřben byl na hřbitově Bellu v Bukurešti. Roku 2010 byly jeho ostatky exhumovány a uloženy v kostele Nanebevzetí Panny Marie v Bukurešti.

## Úcta
Jeho beatifikační proces byl zahájen dne 28. ledna 1997, čímž obdržel titul služebník Boží. Dne 19. března 2019 podepsal papež František dekret o jeho mučednictví.
Blahořečen byl spolu s několika dalšími rumunskými biskupy a mučedníky dne 2. června 2019 ve městě Blaj. Obřadu předsedal během své návštěvy Rumunska papež František.
Jeho památka je připomínána 2. června. Je zobrazován v biskupském rouchu.